# Das Purpursegel
Das Purpursegel (russisch Алые паруса / Alyje parussa, wiss. Transliteration Alye parusa) ist ein Roman des russischen Schriftstellers Alexander Grin (1880–1932). Das 1923 zuerst erschienene Werk gilt als ein Klassiker der russischen Literatur des 20. Jahrhunderts und hat weit über die Grenzen Russlands hinaus Anerkennung gefunden.

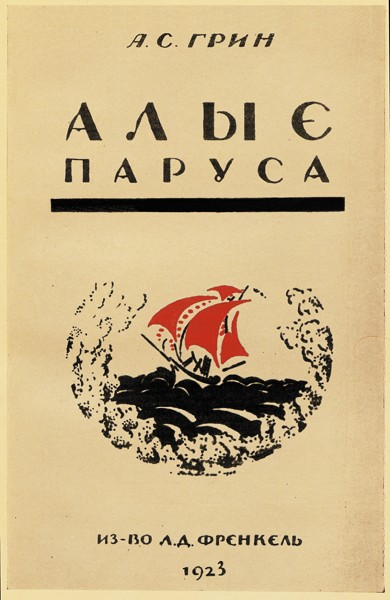
Titelseite der Erstausgabe (1923)

## Inhalt
Die Geschichte handelt von der jungen Assol, die in ärmlichen Verhältnissen lebt und von einem alten Mann namens Egl die Prophezeiung erhält, dass ein Prinz mit einem Schiff, das scharlachrote Segel hat, eines Tages zu ihr kommen wird. Dieser Glaube hält sie am Leben und treibt sie an, jeden Tag ans Meer zu gehen, in der Hoffnung, dass die Prophezeiung wahr wird. Letztlich wird ihre Geduld und ihr Glaube belohnt, als das Schiff tatsächlich erscheint.

## Verschiedenes
Grins romantisches Märchen „Das Purpursegel“ hat nicht nur in der Literatur, sondern auch in der Massenkultur einen bleibenden Eindruck hinterlassen. Zum Purpursegel schrieb Wladimir Michailowitsch Jurowski (1915–1972) eine Ballettmusik. Die Erzählung wurde 1961 von Mosfilm verfilmt (siehe Das purpurrote Segel, inszeniert von Alexander Ptuschko), und eine neuere, freie Adaption namens  Die Purpursegel von 2022, inszeniert von Pietro Marcello.

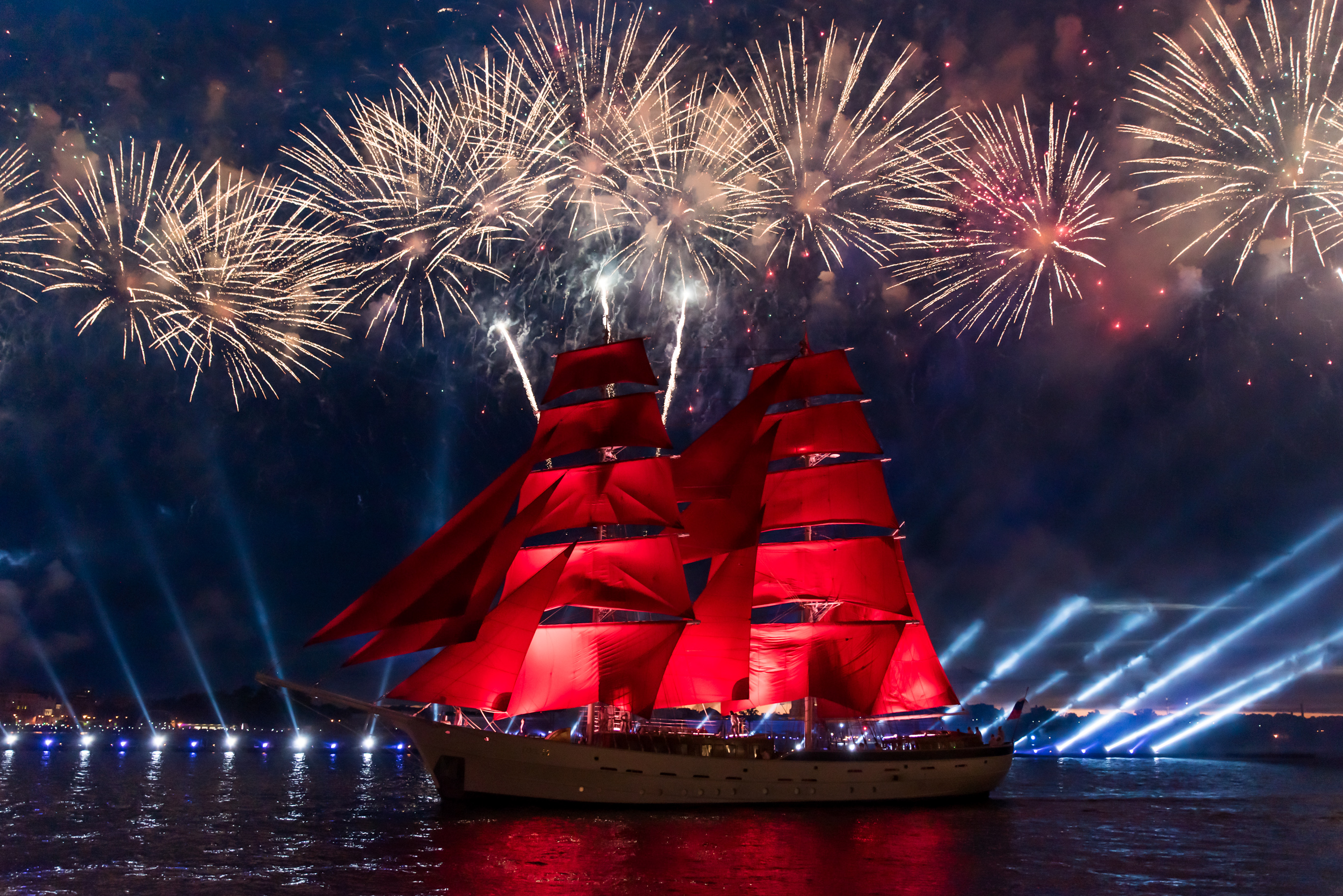
Die Brigg Rossiya mit purpurroten Segeln (2019)

Darüber hinaus inspirierte der Roman das jährliche Festival der Purpurroten Segel in St. Petersburg, ein kulturelles Ereignis, das Tausende von Menschen anzieht und die magische Geschichte des Romans feiert.
Das Werk von Alexander Grin steht auf der russischen Leseempfehlungsliste der „100 Bücher für Schüler“.
Es wurde mehrfach ins Deutsche übersetzt, auch unter anderen Titeln.

## Deutsche Hörspielbearbeitung
Im Jahr 1979 produzierte der Rundfunk der DDR Das Purpursegel als 43-minütiges Hörspiel von Thoma Clausen. Die Musik komponierte Wolfgang Jahn. Unter der Regie von Christoph Schroth sprachen u. a. Cornelia Lippert, Horst Kotterba, Horst Rehberg, Kurt Nolze und Wolf-Dieter Lingk. Die Erstsendung fand am 22. Juni 1979 statt.